# ستيف أتكينسون (لاعب هوكي جليد)
ستيف أتكينسون هو لاعب هوكي جليد كندي، ولد في 16 أكتوبر 1948 في تورونتو في كندا، وتوفي في 6 مايو 2003 في نياجارا فولز في كندا بسبب نوبة قلبية.

## وصلات خارجية
- ستيف أتكينسون على موقع دوري الهوكي الوطني (الإنجليزية)
- ستيف أتكينسون على موقع قاعة مشاهير الهوكي (لاعب أن.إتش.أل) (الإنجليزية)
- ستيف أتكينسون على موقع EliteProspects.com (الإنجليزية)
- ستيف أتكينسون على موقع HockeyDB.com (الإنجليزية)
- ستيف أتكينسون على موقع Hockey-Reference.com (الإنجليزية)